# Forêt d'Araize
La forêt d'Araize est une forêt française située à la frontière est de la Bretagne sur la commune de Martigné-Ferchaud dans le département d'Ille-et-Vilaine en Bretagne.
Elle couvre 956 hectares.

## Histoire
Les forêts de Fougères, du Pertre, de La Guerche et d'Araize devaient former autrefois une ligne continue de forêts entre les Redones et les Cenomani, une sorte de première marche frontière entre la Bretagne, le Maine et l'Anjou.
La colline de la Bretèche se trouve à la limite ouest de la forêt.
L'armée allemande installa un dépôt de munitions dans la forêt d'Araize pendant la Seconde Guerre mondiale ; ce dépôt était relié à une ligne ferroviaire disparue depuis.
La création de la voie rapide entre Rennes et Angers a conduit à privilégier l'élargissement de la route qui traverse la forêt.

## Faune et flore
La forêt est inventoriée en ZNIEFF depuis 1974.